# Ałła Kuźmińska
Ałła Kuźmińska (ur. 4 października 1927 w Sorokach, zm. 26 grudnia 2021) – filolog, członek korespondent Akademii Nauk Pedagogicznych i Społecznych w Moskwie, lektor Wydziału Pedagogiki i Metodyki Nauczania Języków Erywańskiego Państwowego Uniwersytetu Lingwistycznego im. W. J. Briusowa, prezes Związku Polaków w Armenii „Polonia”, odznaczona Krzyżem Komandorskim Orderu Zasługi Rzeczypospolitej Polskiej.

## Życiorys
Ałła Kuźmińska urodziła się 4 października 1927 w Besarabii (obecnie Mołdawia), w miejscowości Soroki nad Dniestrem.
Rodzice matki Ałły, która zajmowała się wychowaniem swojej jedynej córki, przyjechali na początku XX wieku z Kamieńca Podolskiego. Dziadkowie ze strony ojca, Bronisława, który był dyrektorem w liceum technicznym, przybyli najprawdopodobniej w połowie XIX wieku z Wołynia lub Grodzieńszczyzny.
W związku z atakiem Niemiec na ZSRR 22 czerwca 1941 r. rodzina Kuźmińskich musiała opuścić swój dom. Po trzech miesiącach podróży przez Ukrainę tymczasowe schronienie odnaleźli w Derbenówce nad Donem w rejonie surowińskim (Rosja). Ojciec Ałły rozpoczął pracę jako nauczyciel matematyki w szkole, a ona kontynuowała edukację w szkole podstawowej.
W połowie lipca 1942 r. Niemcy rozpoczęli działania wojenne między Rostowem i Stalingradem, co zmusiło rodzinę Kuźmińskich do kolejnej ucieczki na Wschód: przez Wołgę do Kamyszyna i dalej ku kazachskim stepom. Trzy i pół miesiąca później znaleźli się w zachodnim Kazachstanie, gdzie ojciec Ałły Kuźmińskiej uzyskał pozwolenie na osiedlenie się w niewielkim miasteczku Dzambejta.
W 1944 r., jeszcze przed końcem wojny, ale już po ponownym zajęciu Besarabii przez wojska radzieckie, Bronisław Kuźmiński został wezwany do pracy w Sorokach. Przyznano mu stanowisko pracownika wydziału finansowego rady miasta. Rodzina ruszyła w podróż powrotną do domu. Tam Ałła skończyła szkołę średnią, otrzymując dyplom z wyróżnieniem, jednak niestabilna sytuacja w powojennej Mołdawii uniemożliwiła jej kontynuowania nauki na studiach.
W 1946 r. na zaproszenie stryja wraz z ojcem pojechała do Moskwy, gdzie chciała podjąć studia. Tam wyszła za mąż za oficera, który w czasie wojny służył w II Armii Wojska Polskiego im. T. Kościuszki. W styczniu 1947 r. wyjechała do męża na Kaukaz Południowy. Z Azerbejdżanu przenieśli się do Armenii, gdzie początkowo mieszkali w Giumri, a potem w Erywaniu, w którym pozostała po dziś dzień.
W lipcu 1949 r. rodzice Ałły Kuźmińskiej oraz jej dwie ciocie zostali zesłani na Syberię. Ałła wraz ze swoim rocznym synem przypadkowo była wraz z nimi w noc ich aresztowania. Początkowo także ją chciano wywieźć, choć nie było jej na liście. Uniknęła ona wywózki tylko dzięki ostremu sprzeciwowi swojej matki, który poparł młody radziecki pilot oddelegowany do tej akcji. Rodziców uwolniono w 1956 r.
W 1952 r., mając już dwójkę dzieci, Ałła Kuźmińska rozpoczęła studia na kierunku filologia francuska w Instytucie Języków Obcych w Erywaniu (obecnie Erywański Państwowy Uniwersytet Lingwistyczny im. W. J. Briusowa). Po skończonych z wyróżnieniem studiach Ałła podjęła pracę w szkole jako nauczycielka języka francuskiego i niemieckiego. Następnie swoją edukację kontynuowała na studiach doktoranckich w Armeńskim Instytucie Pedagogicznym im. Ch. Abowjana. Jako specjalizację Ałła wybrała język francuski, jednak z powodu braku kierowników naukowych kierunek został zamknięty przed uzyskaniem przez nią dyplomu. Ałła Kuźmińska wróciła do zawodu nauczyciela francuskiego i zaczęła pracować w szkole nr 58 w Erywaniu. Studia doktoranckie ponownie rozpoczęła w 1959 r., jednakże tym razem wstąpiła na wydział pedagogiki i metodyki nauczania języków obcych. Wykładała tam pedagogikę i została zastępcą kierownika katedry pedagogiki. Na dorobek naukowy Ałły Kuźmińskiej składa się także ponad 30 publikacji oraz wiele artykułów prasowych.
Od 1996 r. jest prezesem Związku Polaków w Armenii „Polonia”, a od 2003 r. redaktorem naczelnym wydawanego przez organizację kwartalnika „Póki my żyjemy”. Reprezentuje także Polonię ormiańską w Radzie Koordynacyjnej ds. Problemów Mniejszości Narodowych przy Doradcy Prezydenta Armenii.
Ałła Kuźmińska zajmuje także stanowisko przewodniczącej podkomisji ds. problemów kształcenia młodzieży, sportu, mass mediów w Radzie Społecznej przy Prezydencie Republiki Armenii.
Od 2005 r. Ałła Kuźmińska jest członkiem korespondentem Akademii Nauk Pedagogicznych i Społecznych w Moskwie.

## Odznaczenia
- 1970 – medal na cześć 100-lecia urodzin W. Lenina
- 1978 – tytuł „Przodownik Nauki Narodowej”
- 1985 – „Zasłużony nauczyciel Armenii”
- 1986 – „Weteran pracy”
- 2005 – wyróżnienie „Fidelis Poloniae” za działalność dziennikarską
- 2006 – Srebrny Medal Stowarzyszenia „Wspólnota Polska”
- 2010 – Medal im. Mowsesa Khorenatsi
- 2011 – Krzyż Komandorski Orderu Zasługi Rzeczypospolitej Polskiej